# 1974
| 1974                                                                     |
| ------------------------------------------------------------------------ |
| Dødsfald - Fødsler                                                       |
| • Begivenheder • Film • Litteratur • Musik • Politik • Sport • Videnskab |

| Gregoriansk kalender | 1974 MCMLXXIV           |
| Ab urbe condita      | 2727                    |
| Armensk kalender     | 1423 ԹՎ ՌՆԻԳ            |
| Kinesiske kalender   | 4670 – 4671 癸丑 – 甲寅 |
| Etiopisk kalender    | 1966 – 1967             |
| Jødisk kalender      | 5734 – 5735             |
| Hindukalendere       |                         |
| - Vikram Samvat      | 2029 – 2030             |
| - Shaka Samvat       | 1896 – 1897             |
| - Kali Yuga          | 5075 – 5076             |
| Iransk kalender      | 1352 – 1353             |
| Islamisk kalender    | 1394 – 1395             |

Regerende dronning i Danmark: Margrethe 2. 1972-2024
Se også 1974 (tal)

## Begivenheder
- ? – Milgram-eksperimentet bliver beskrevet af psykolog Stanley Milgram fra Yale Universitet i hans 1974 bog Obedience to Authority; An Experimental View.
- ? – FDF og FPF slået sammen under navnet FDF/FPF som fælles forbund for drenge og piger

### Januar
- 1. januar – I etagebyggeri opført fra denne dato skal beboerne hente deres post i et centralt postkasseanlæg i stueetagen.
- 4. januar – USA's præsident Richard Nixon nægter at udlevere båndoptagelser og dokumenter til Senatets Watergate-komite.
- 10. januar – Benzinprisen i Danmark stiger til "uhyrlige" 2,05 kr. pr. liter.
- 11. januar – de første overlevende sekslinger bliver født i Cape Town i Sydafrika
- 26. januar - israeleren Uri Geller sætter hele Danmark på den anden ende ved at bøje gafler i tv, og han får ellers ødelagte ure til at gå igen. Det sker hjemme hos folk, der sidder og ser på udsendelsen

### Februar
- 5. februar – Patricia Hearst, den 19-årige datter af forlægger Randolph Hearst, bliver kidnappet af Symbionese Liberation Army
- 7. februar - Grenada opnår uafhængighed af Storbritannien
- 10. februar - de bilfrie søndage ophører

### Marts
- 3. marts – Turkish Airlines Flight 981 styrter ned kort efter starten fra Paris-Orly Lufthavn. Alle 346 ombordværende omkommer i flyhistoriens indtil da værste flyulykke.
- 5. marts – der afholdes kommunal- og amtsrådsvalg i Danmark
- 15. marts - syv danskere og otte svenskere omkommer, da et Sterling Airways fly bryder i brand efter en mellemlanding i Irans hovedstad Teheran

### April
- 10. april - Jan Bonde Nielsen oplyser, at han har købt den bestemmende aktiepost i B&W
- 25. april – Ved Nellikerevolutionen tager militæret i Portugal magten ved et kup, og afsætter landets diktator Marcello Caetano og indfører demokrati

### Maj
- 16. maj - Helmut Schmidt tiltræder som tysk forbundskansler
- 18. maj – "Smiling Buddha" atomprøvesprængning i Indien
- 26. maj – DSB har premiere på intercitysystemet, med timedrift og faste minutter

### Juni
- 3. juni - Yitzhak Rabin overtager posten som Israels premierminister efter Golda Meir
- 28. juni – m/s Dana Regina leveres til DFDS Seaways som Danmarks største passagerskib på 12.192 BRT og med plads til 878 passagerer i kahytter. Bygget på Aalborg Værft og indsat på Esbjerg-Harwich-ruten

### Juli
- 17. juli - ved Tower i London eksploderer en bombe, der dræber én og sårer 41[1]
- 20. juli – Tyrkiet invaderer Cypern, besætter den nordlige tredjedel, og erklærer grundlæggelsen af Den nordcypriotiske Republik
- 24. juli - USA's højesteret beordrer præsident Richard Nixon til at overgive 64 båndoptagelser til Washington District Court i Watergate-skandalen
- 30. juli – Richard M. Nixon svarer på komiteens anklager, og meddeler, at han vil træde tilbage den næste dag på grund af Watergate-skandalen. Det er første gang, en amerikansk præsident træder tilbage fra sit embede

### August
- 5. august - Præsident Richard Nixon indrømmer, at han har tilbageholdt information om Watergate indbruddet
- 5. august - tyrkiske og græske officerer når frem til aftale om våbenstilstand på Cypern
- 8. august - USA's præsident, Richard Nixon, annoncerer sin afgang som følge af Watergate-skandalen
- 9. august – Vicepræsident Gerald R. Ford aflægger ed som præsident som nummer 38 i rækken

### September
- 1. september - en Lockheed SR-71 Blackbird rekognosceringsfly sætter ny record ved at passere Atlanten på mindre end 2 timer
- 8. september – Præsident Gerald R. Ford giver ekspræsident Nixon en "full, free, and absolute pardon"
- 12. september – Etiopiens kejser Haile Selassie tvinges væk ved et kup af en militærjunta (Derg)
- 15. september - Borgerkrig i Beirut mellem kristne og muslimer
- 21. september - i Honduras dræber flodbølger forårsaget af orkaner mere end 8.000 personer
- 28. september - Poul Schlüter afløser Erik Haunstrup Clemmensen som partiformand for de konservative

### Oktober
- 1. oktober - Watergate retssagen indledes. John Erlichman, H.R. Haldeman og John Mitchell findes skyldige ved domsafsigelsen det følgende år
- 5. oktober - amerikaneren David Kunst afslutter den første bekræftede gåtur Jorden rundt. Han var startet 20. juni 1970 og gik 23.250 km gennem fire kontinenter. Amerikaneren George Matthew Schilling hævdes at have gået Jorden rundt fra 1897 til 1904, men det har ikke kunnet bekræftes
- 29. oktober - i Zaire genvinder Muhammad Ali VM-titlen i professionel sværvægtsboksning ved at slå den syv år yngre mester George Foreman. Kun Floyd Patterson havde tidligere præsteret at genvinde en titel i sværvægtsboksning

### November
- 21. november - IRA bringer 2 bomber til eksplosion i pubber i Birmingham. De dræber 17 mennesker og sårer 20 andre
- 22. november - FN's generalforsamling tildeler PLO observatørstatus i FN
- 26. november - flere hundredetusinde danskere er draget til København for at protestere imod regeringen og især den stigende arbejdsløshed
- 28. november – John Lennons sidste live-optræden er som gæst ved en Elton John-koncert i Madison Square Garden i New York

### December
- 7. december - Cyperns ærkebiskop Makarios 3. vender tilbage fra eksil
- 8. december - Folkeafstemning i Grækenland afskaffer kongedømmet, som har eksisteret siden 1832
- 13. december - Malta bliver en republik

## Født

### Januar
- 4. januar – Sonja Richter, dansk skuespillerinde.
- 16. januar – Kate Moss, engelsk supermodel.
- 30. januar – Christian Bale, walisisk skuespiller.
- 31. januar – Peter Hovmand, dansk-grønlandsk forfatter og fotograf.

### Februar
- 4. februar – Jacob Lohmann, dansk skuespiller.
- 11. februar – D'Angelo, sanger.
- 13. februar – Robbie Williams, engelsk sanger.

### Marts
- 17. marts – Mille Dinesen, dansk skuespillerinde.

### April
- 1. april – Paolo Bettini, italiensk cykelrytter.
- 17. april – Victoria Beckham, britisk modeikon og sangerinde.
- 22. april – Shavo Odadjian, amerikansk/armensk bassist i System of a Down.
- 28. april – Penelope Cruz, spansk skuespiller.
- 30. april – Signe Lindkvist, dansk tv-vært.

### Maj
- 24. maj – Camilla Brinck, svensk sangerinde og børnebogsforfatter.

### Juni
- 1. juni – Alanis Morissette, canadisk musiker.
- 22. juni – Jo Cox, britisk politiker og parlamentsmedlem (død 2016).

### Juli
- 2. juli – Tim Christensen, dansk musiker.
- 12. juli – Sharon den Adel, hollandsk sangerinde.
- 30. juli – Hilary Swank, amerikansk Oscar-vindende skuespillerinde.
- 31. juli – Emilia Fox, engelsk skuespillerinde.

### August
- 28. august – Peter Sommer, dansk sanger og sangerskriver.

### Oktober
- 8. oktober – Marianne Eihilt, dansk danser.
- 31. oktober – Natasja, dansk rapper (død 2007). - Bilulykke

### November
- 11. november – Leonardo DiCaprio, amerikansk skuespiller.

### December
- 8. december – Kari Byron, amerikansk tv-vært og kunstner.
- 11. december – Laust Sonne, trommeslager i D-A-D og solist.
- 22. december – Laura Drasbæk, dansk skuespillerinde.
- 24. december – Thure Lindhardt, dansk skuespiller

## Dødsfald

### Januar
- 12. januar – Patricia af Connaught, lady Ramsay (født 1886).
- 18. januar – Bill Finger, amerikansk forfatter (født 1914).
- 31. januar - Samuel Goldwyn, polsk-født amerikansk filmstudiegrundlægger (født 1879).

### Februar
- 2. februar – Imre Lakatos, ungarsk filosof (født 1922).
- 4. februar – Satyendra Nath Bose, indisk matematiker (født 1894).
- 11. februar – Anna Q. Nilsson, svensk skuespiller (født 1888).
- 16. februar – John Garand, amerikansk våbendesigner (født 1888).
- 23. februar – George Van Biesbroeck, belgisk-amerikansk astronom (født 1880).

### Marts
- 12. marts – Lis Groes, dansk politiker (født 1910).
- 13. marts - Werner Lorenz, SS-Obergruppenführer, General i Waffen-SS (født 1891).
- 15. marts – José Tohá González, chilensk indenrigs- og forsvarsminister (født 1927) - henrettet.
- 22. marts – Viggo Starcke, dansk politiker (født 1895).

### April
- 2. april – Georges Pompidou, fransk præsident (født 1911).
- 8. april - Simon P. Henningsen, dansk arkitekt og designer (født 1920).
- 24. april – Bud Abbott, amerikansk skuespiller (født 1895).
- 24. april – Franz Jonas, østrigsk politiker og forbundspræsident (født 1899).
- 27. april – Hans W. Petersen, dansk skuespiller (født 1897).

### Maj
- 2. maj – Ebbe Munck, dansk ambassadør og modstandsmand (født 1905).
- 24. maj – Duke Ellington, amerikansk jazzmusiker, komponist, orkesterleder, pianist (født 1899).
- 25. maj – Donald Crisp, engelsk skuespiller (født 1882).
- 30. maj – P. Thisted Knudsen, dansk politiker, borgmester og landsretssagfører (født 1904).

### Juni
- 2. juni – Tom Kristensen, dansk forfatter (født 1893).
- 2. juni – Ebba Amfeldt, dansk skuespiller (født 1902).
- 9. juni – Miguel Ángel Asturias, guatemalansk forfatter og diplomat. Modtog Nobelprisen i litteratur i 1967 (født 1899).
- 14. juni – Knud Jeppesen, dansk musikforsker og komponist (født 1892).
- 22. juni – Darius Milhaud, fransk komponist (født 1892).
- 22. juni – Vilhelm la Cour, dansk historiker (født 1883).

### Juli
- 1. juli – Juan Perón, argentinsk præsident (født 1895).
- 11. juli – Pär Lagerkvist, svensk forfatter (født 1891).
- 13. juli – Christian Elling, dansk kunsthistoriker (født 1901).
- 20. juli – P.M. Daell, dansk grundlægger (født 1886).
- 24. juli – James Chadwick, engelsk fysiker og nobelprismodtager (født 1891).
- 24. juli – Erik 'Spjæt' Christensen, dansk maler og grafiker (født 1920).
- 28. juli – Thomas Rosenberg, dansk chefredaktør (født 1908).
- 29. juli – Cass Elliot, amerikansk sanger (The Mamas & the Papas) (født 1941).
- 29. juli – Erich Kästner, tysk forfatter (født 1899).
- 30. juli – Hans Erling Hækkerup, dansk politiker (født 1907).

### August
- 9. august – Else Alfelt, dansk maler (født 1910).
- 26. august – Charles Lindbergh, amerikansk pilot (født 1902).

### September
- 21. september – Walter Brennan, amerikansk skuespiller (født 1894).

### Oktober
- 9. oktober – Oskar Schindler, sudetertysk fabrikant (født 1908).
- 13. oktober – Ed Sullivan, amerikansk tv-vært (født 1901).
- 23. oktober – Knud Lehn Petersen, dansk arkitekt (født 1890).
- 24. oktober – David Oistrakh, ukrainsk violinist (født 1908).
- 27. oktober – Rudolf Dassler, tysk grundlægger (født 1898).
- 30. oktober – Knuth Becker, dansk forfatter (født 1891).

### November
- 11. november – Alfonso Leng, chilensk komponist (født 1894).
- 13. november – Karen Silkwood, forsker og atomkraftaktivist (født 1946).
- 13. november – Vittorio De Sica, italiensk instruktør (født 1901).
- 17. november – Helge Bangsted, dansk journalist, redaktør, forfatter og politiker (født 1898).
- 25. november – U Thant, burmansk FN-generalsekretær (født 1909).

### December
- 4. december – Ernst Christiansen, dansk politiker (født 1891).
- 13. december – Flemming Geill, dansk tekstforfatter (født 1892).
- 15. december – Jørgen Peter Laurits Jørgensen, dansk politiker (født 1888).
- 15. december – Anatole Litvak, ukrainsk-amerikansk filminstruktør (født 1902).
- 26. december – Knudåge Riisager, dansk komponist (født 1897).
- 26. december – Jack Benny, amerikansk komiker (født 1894).
- 27. december – Amy Vanderbilt, amerikansk forfatter (født 1908).
- 27. december – Knud Togeby, dansk forfatter, filolog, lektor og professor (født 1918).
- 31. december - Alma Johansson, svensk missionær (født 1881).

## Sport
- 14. januar – Super Bowl VIII: Miami Dolphins (24) vinder over Minnesota Vikings (7)
- 5. februar - Paul Elvstrøm vinder VM i soling i Australien
- 7. juli – Vesttyskland vinder VM i fodbold på hjemmebane
- 20. august - Peder Pedersen fra Gentofte vinder guld i sprint ved VM i banecykling i Montreal i Canada
- 4. september - århuslægen Jesper Tørring vinder guld i højdespring ved EM i atletik i Rom, Italien, da han springer over 2,25 meter
- 25. september - i Idrætsparken taber det danske fodboldlandshold en EM kvalifikationskamp mod Spanien med 1-2
- 25. september - den amerikanske golfspiller Michael Hoke Austin slår historiens (1997) længste drive på 471 meter ved det åbne mesterskab for seniorer i Las Vegas, USA
- 6. oktober - racerkøreren Emerson Fittipaldi bliver verdensmester i formel 1.
- 30. oktober – Muhammad Ali genvinder verdensmesterskabet i professionel sværvægtsboksning, da han i Kinshasa, Zaïre slår George Foreman ud i 8. omgang – den såkaldte "Rumble in the Jungle".
- De Britiske Commonwealth Lege afholdes i Christchurch, New Zealand.

## Nobelprisen
- Fysik – Sir Martin Ryle, Antony Hewish
- Kemi – Paul J. Flory
- Medicin – Albert Claude, Christian de Duve, George E. Palade
- Litteratur – Eyvind Johnson, Harry Martinson
- Fred – Seán MacBride, Eisaku Sato
- Økonomi – Gunnar Myrdal, Friedrich von Hayek

## Musik
- 6. april - Svenske ABBA vinder årets udgave af Eurovision Song Contest med sangen "Waterloo". Popgruppen er siden blevet en af de bedst sælgende musikgrupper nogensinde. Konkurrencen blev afholdt i Brighton, England.
- Den danske gruppe Shu-bi-dua udsender deres første LP, Shu-bi-dua (Sidenhen kendt som Shu-bi-dua 1).